# リッカート尺度
リッカート尺度（リッカートしゃくど、英: Likert scale）とは、アンケートなどで使われる心理検査的回答尺度の一種であり、各種調査で広く使われている。リッカート尺度では、提示された文に回答者がどの程度合意できるかを回答する。その名称は、この尺度の利用に関する報告を出版したレンシス・リッカートに由来する（Likert、1932）。

## 5段階のリッカート尺度を使った質問例
リッカート尺度では、文を提示してそれに対して回答するという形態になる。回答者はその文に対する合意/非合意の度合いを答えたり、その文について何らかの客観的/主観的評価を答える。5段階の尺度を使うことが多いが、心理学者には7段階か9段階の尺度を使うべきだとする者が多い。
アイスクリームは朝食に適している
1. 全く同意できない
2. 同意できない
3. どちらともいえない
4. 同意できる
5. 非常に同意できる

リッカート尺度は二極尺度手法であり、その文に対する肯定的反応や否定的反応を測るものである。場合によっては中間の選択肢である「どちらともいえない」を省いて、必ず肯定か否定を選ばせる場合もある。リッカート尺度は、何らかの要因により結果に歪みを生じることがある。回答者は極端な選択肢を避けようとする傾向や、提示された文に同意したがる傾向があり、自分や組織をよく見せようとする傾向がある。

## 採点と分析
回答が終わると、各項目を独立して分析するか、項目群の回答の合計を求めて採点を行う。このため、リッカート尺度は累積尺度とも呼ばれる。
単独の項目の回答は一般に順序尺度データとして扱われる。これは、特に5段階程度では回答者が隣接する選択肢の間隔を等間隔と感じたかどうかが不明であるためである。順序尺度として扱う場合、ノンパラメトリックな検定（マン・ホイットニーのU検定、ウィルコクソンの符号順位検定、クラスカル・ウォリス検定など）で分析する。
複数の項目の回答を累積する場合、間隔尺度データとして扱われる。累積が正規分布に従うなら、分散分析などのパラメトリックな検定が利用できる。
リッカート尺度のデータを単純に「肯定」と「否定」にまとめてしまう場合もある。この場合の統計手法として、カイ二乗検定、コクランのQ検定などがある。

## 尺度水準
5段階の選択肢は順序尺度水準を示している。選択肢には固有の順序（大小、強弱、多少）があるが、選択肢についた番号を値として差を求めたり比を求めたりするのには使えない。

## ラッシュモデル
リッカート尺度のデータは原則的に、多分割のラッシュモデルを連続体に適用することで間隔尺度を得る基として使われる（そのモデルに合ったデータを得られる場合）。さらに、多分割ラッシュモデルでは、反応の傾向が予測にあっているかという仮説検定も可能である。例えば、このモデルの応用により、肯定と否定の中間レベルの選択肢が必ずしも中間的反応を表していないことが示されている。